# Île Tabor
Pour les articles homonymes, voir Thabor.

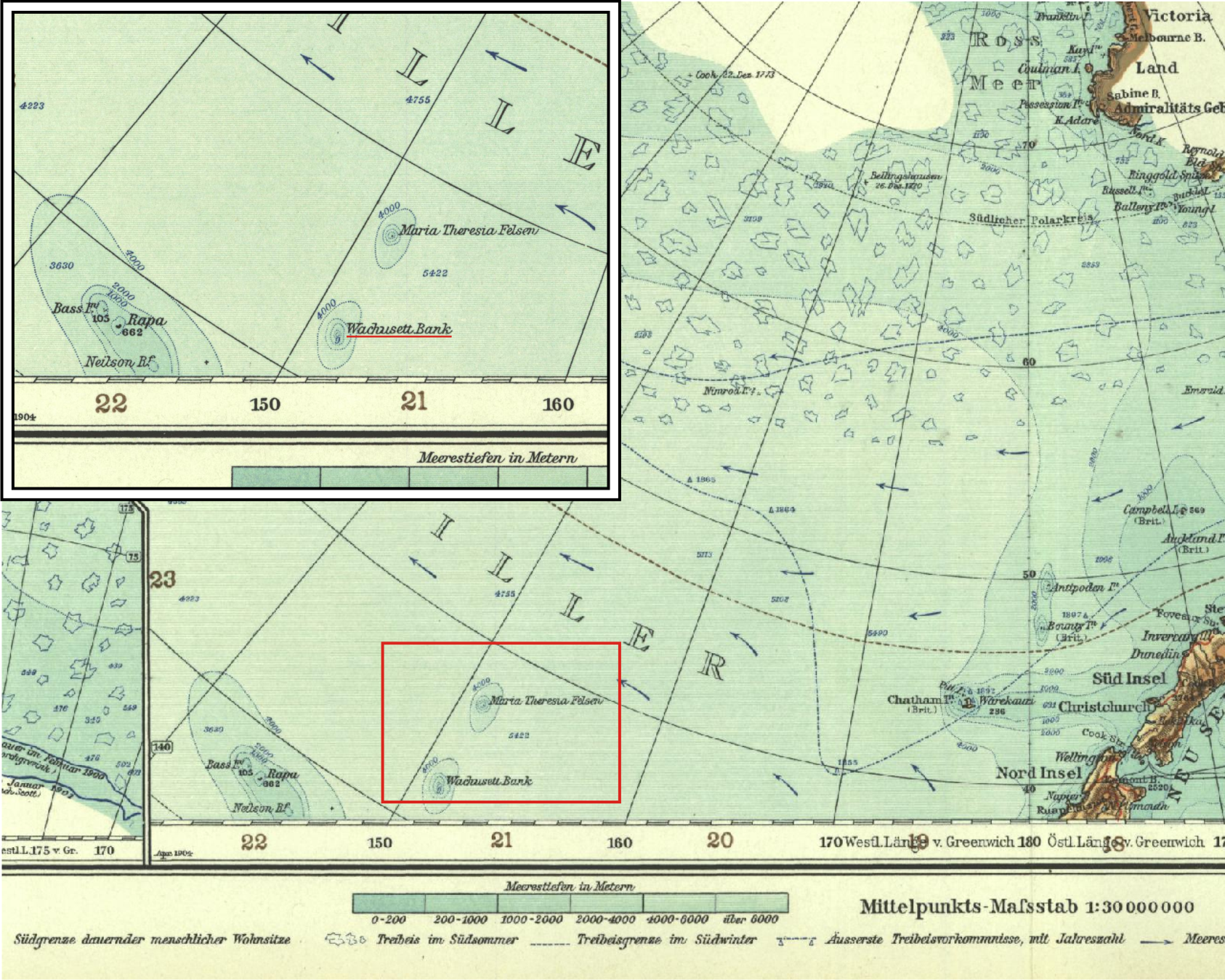
L'île Tabor (Maria Theresia Felsen, « le rocher de Marie-Thérèse »), sur une carte allemande de l'Antarctique de 1904.

L’île Tabor, appelée également récif Maria-Theresa, est un récif du Pacifique sud, entre les îles Tuamotu et la Nouvelle-Zélande. C'est sans doute une île fantôme.

## Histoire
Sa position est signalée pour la première fois le 16 novembre 1843 par le capitaine Asaph P. Taber (et non Tabor) à bord de la Maria-Theresa, de New Bedford dans le Massachusetts avec les valeurs 37° 00′ S, 151° 13′ O. En 1957, l'île est recherchée dans ces parages sans succès. En 1983, la position du récif est recalculée à 36° 50′ S, 136° 39′ O, soit plus de mille kilomètres plus à l'est, mais les recherches sont de nouveau infructueuses. Son existence est depuis considérée comme douteuse.
D'autres îles ont parfois été signalées par erreur dans la même région, en particulier le récif Ernest Legouvé. Certains atlas font encore mention des récifs Maria-Theresa et Ernest Legouvé.
L'île est nommée récif Maria-Theresa sur les cartes de la plupart des États, comme les pays anglo-saxons et l'Allemagne ; mais elle est nommée île Tabor sur les cartes françaises, bien qu'elle soit parfois aussi francisée en récif Marie-Thérèse.

## Dans la fiction
L'île apparaît dans deux romans de Jules Verne :
- Les Enfants du capitaine Grant (1868) ;
- L'Île mystérieuse (1875).